# Jacob Tilly
Jacob Tilly (* 10. Juni 1979 in Trier) ist ein ehemaliger deutscher Basketballspieler.

## Werdegang
Tilly spielte zunächst beim BBF Kordel und als Jugendlicher zeitweise in den Vereinigten Staaten an der Oberlin High School.
Er bestritt im April 1999 für Herzogtel Trier seinen einzigen Einsatz in der Basketball-Bundesliga. 2000 wechselte der 1,91 Meter große Flügelspieler von Trier zum TSV Grünberg in die 2. Basketball-Bundesliga. Er stieg 2001 mit den Mittelhessen aus der zweiten Liga ab und ging zur Saison 2001/02 zum USC Freiburg, mit dem er wie zuvor mit Grünberg in der Südgruppe der 2. Bundesliga vertreten war. Er blieb bis 2003 in Freiburg.
Tilly spielte dann mit dem ASC Theresianum Mainz in der Regionalliga, blieb bis Januar 2005 bei dem Verein und setzte seine Basketball-Laufbahn in derselben Saison beim TV Kirchheimbolanden (Regionalliga) fort. Er spielte bis 2008 für die Mannschaft. 2008/09 spielte Tilly kurzzeitig für die TG 1837 Hanau in der Regionalliga.
Tilly erlangte an der Johannes-Gutenberg-Universität Mainz einen Hochschulabschluss im Fach Sportwissenschaft und wurde beruflich im Bereich Fitnesssport tätig.